# Vlaamse Vallei

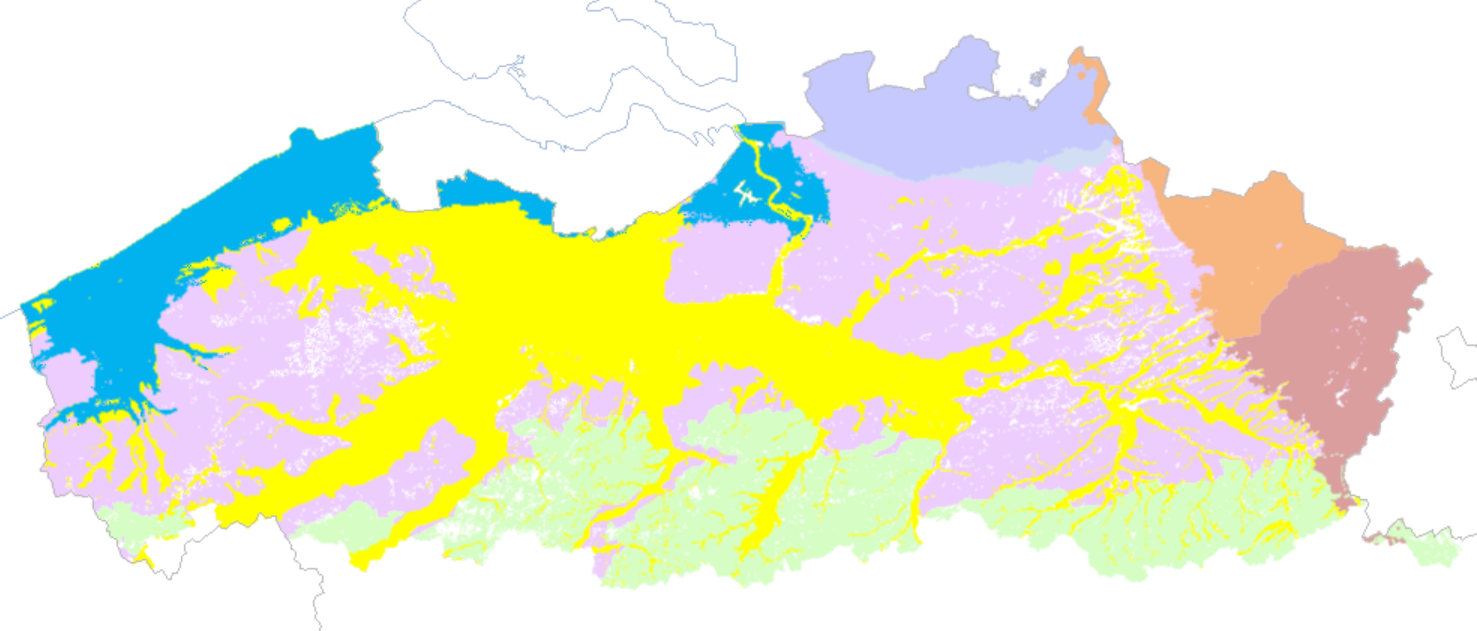
Afzettingen van de Vlaamse Vallei in geel

De Vlaamse Vallei is een grotendeels opgevuld rivierdal dat zich uitstrekt ten noorden van Gent tussen Zomergem en Stekene en diepe uitlopers heeft in de huidige rivierdalen van het Scheldebekken (Leie, Schelde, Dender, Zenne, Rupel, Dijle en Demer). In bredere zin wordt de Scheldevallei tussen Rupelmonde en Gent ook tot de Vlaamse vallei gerekend.

## Vorming
Tijdens verschillende ijstijden was de zeewaterspiegel gevoelig lager dan de huidige (ongeveer 25 meter in het Pleistoceen). Tijdens deze ijstijden werden de dalen van de huidige Schelde, Leie, Rupel en Dijle diep ingesneden. Al deze rivieren waterden af naar het westen. Het deel van de Benedenschelde ten noorden van Rupelmonde bestond toen nog niet. Tussen Rupelmonde en Gent vloeide de oude Schelde toen van oost naar west. Ter hoogte van het huidige Gent kwam al dit water samen. Ten noordwesten van Gent (laten we zeggen ergens tussen de huidige steden Eeklo en Aalter) werd zo de Vlaamse Vallei uitgeschuurd tot ongeveer 25 meter onder huidige zeepeil naar de toenmalige zee.
Na de voorlaatste ijstijd, het Saalien, ongeveer 100 000 jaar geleden, smolten de ijskappen en steeg het peil van de zee. De zee drong toen deze Vlaamse vallei binnen, tot aan de mondingen van Dender en Zenne en tot bijna in Mechelen. De rivieren die hierin uitmondden brachten sediment mee, die de vallei deels met zand en enkele dunne kleilaagjes opvulde. Nadat de zee zich tijdens de Weichsel-ijstijd weer uit de Vlaamse vallei had teruggetrokken, hervatte de erosie weer, in het koude ijstijdklimaat. De rivierdalen werden weer opgevuld met grote hoeveelheden sediment uit de tussenliggende gebieden. Op sommige plaatsen werd dit materiaal in de vorm van puinkegels in de vallei neergestort. De zwaarbeladen rivieren verstopten hun eigen beddingen, totdat zowat 10 000 jaar geleden het water via de Beneden-Schelde langs het huidige Antwerpen een nieuwe uitweg vond, eerst langs de Eendracht naar de Maas, en later langzamerhand weer naar het westen.